# Ehregott Friedrich Lindner
Ehregott Friedrich Lindner (* 1733 in Schmolsin bei Stolp in Hinterpommern; † 14. Mai 1816 in Alt-Abgulden, heute: Vecapgulde, Naudīte) war ein deutscher Mediziner.
Seine Eltern waren der Konsistorialrat Georg Friedrich Lindner (1701–1747) und dessen Ehefrau Auguste Angelika Zeisich († 18. Mai 1784). Er war ein jüngerer Bruder des Hochschullehrers Johann Gotthelf Lindner (1729–1776) und der ältere Bruder von Gottlob Immanuel Lindner (1734–1818).
Lindner hatte an der Universität Königsberg das Fach Arzneikunde belegt und wurde dort 1753 mit der Promotionsarbeit Commentatio physiologica de fluido nerveo, spiritibus animalibus eorundemque in corpore humano functionibus zum Doktor der Medizin promoviert. Er ging anschließend nach Kurland und war fortan in Mitau als praktischer Arzt tätig. Er starb mit 83 Jahren auf seinem Gut Alt-Abgulden (Vecapguldes muiža).
Er heiratete Henriette Marie Wirth (1744–1807) und war der Vater des Schriftstellers und Journalisten Friedrich Ludwig Lindner (1772–1845).